# الدول الإمبراطورية

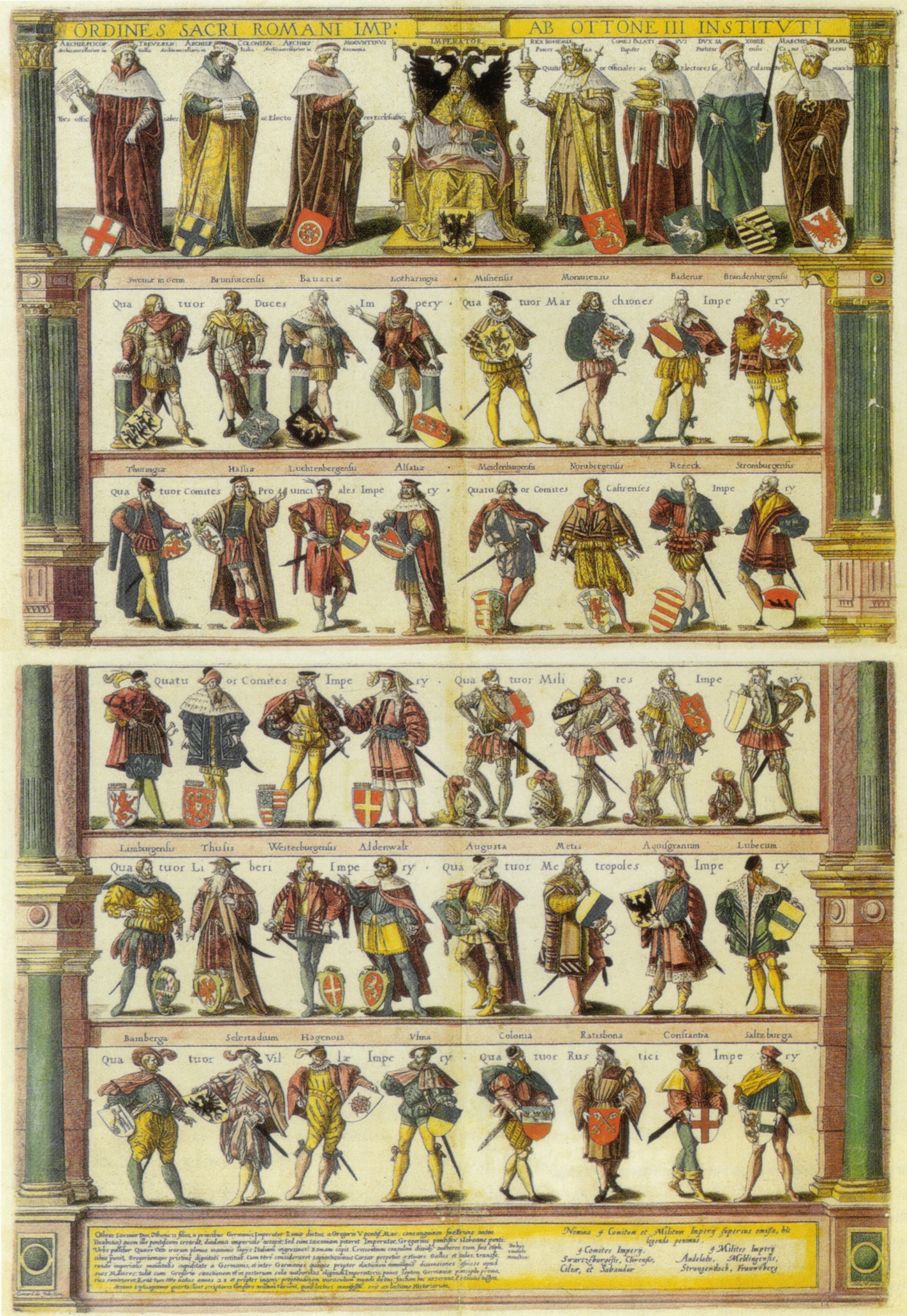

البرلمان الامبراطوري كان جزءا من الإمبراطورية الرومانية المقدسة لها حق التمثيل والتصويت في البرلمان الامبراطوري (الرايخستاغ). كان حكام هذه الإقطاعيات قادرين على ممارسة حقوق وامتيازات كبيرة وكانوا فورية أي يتخذوون القرارات بسلطة الإمبراطور نفسه، وهذا يعني أن السلطة الوحيدة فوقهم كانت الإمبراطور الروماني المقدس. وبذلك كانوا قادرين على حكم أراضيهم بدرجة كبيرة من الاستقلالية.